# حاج شیخ ابراهیم بلورفروش
شیخ ابراهیم بلورفروش از بازاریان تهرانی بود، که در دوره نخست بعنوان نماینده تهران در مجلس شورای ملی حضور داشت.